# Косовска операция (1915)
 Тази статия е за операцията от Първата световна война.  За тази от Втората световна вижте Косовска операция (1944).  
Косовската операция е битка, която се води на Косово поле между 1 ноември и 4 декември 1915 година между части от Първа и Втора българска армия и сръбските войски през Първата световна война.

## Предистория
На 1 октомври 1915 година България обявява война на Сърбия и навлиза в нейна територия. От северозапад настъпват съюзните на България австро-унгарски и германски части. Първа българска армия (1, 6, 8 и 9 дивизия) напредва в Поморавието и превзема Ниш, а Втора българска армия (3 и 7 дивизия) след успешно настъпление излиза в Скопското поле
Сръбските части преминават в кръгова отбрана, съсредоточена по линията Западен бряг на Морава – Вранските височини - Скопска Черна гора - Качанишки пролом. Целта на сръбското командване е да запази свободни пътищата за оттегляне към Албания, което започват в края на октомври.
Българското командване решава с 2 концентрични удара от север и от юг да обкръжи сръбските части на Косово поле.

## Битката
На 1 ноември българското въздушно разузнаване открива започналото изтегляне на сърбите и Първа армия веднага форсира река Южна Морава. Съвместно с 1-ва армия действа Северната оперативна група на 2-ра армия и част от 11-а германска армия, която създава условия за обкръжаване на врага в Косово поле. Главният удар нанася 1-ва армия по направление Ниш - Прищина. За 2 дни българските части завземат Прокупле, където срещат краткотрайна съпротива и започват преследване.
Същевременно от юг Трета дивизия, подкрепена от други части настъпва срещу линията Гниляне-Качаник, но среща ожесточена съпротива и настъплението и е спряно.
През следващите дни българското настъпление на двата фронта продължава с по-бавни темпове. На 9 ноември българските части навлизат в Косово и по двете направления. Сръбската армия опитва контратака срещу Враня и Куманово, за да се съедини с англо-френските войски, но е отблъсната. Шеста и Девета пехотна дивизия от Първа армия без особена съпротива превземат Прищина на 24 ноември. Цялата 1-ва армия напредва, поддържана от северните части на 11 германска армия.
Косовската операция завършва на 4 декември с овладяването на Дебър и Дяково. Сърбите загубват 36 000 войници, 199 оръдия, 150 автомобила и голямо количество коне и друго военно имущество.
С Косовската операция завършва овладяването на Южна Сърбия и Македония, като войските проникват на дълбочина 170 км.

## Последици
Българското командване не успява да постигне основната си цел в Косовската операция – обкръжаването и унищожаването на сръбските части, които с големи загуби на жива сила и оръжие успяват да се изтеглят през Албанските Алпи.
След тази битка българската армия напредва на юг, където среща войските на Антантата. Там се оформя Солунският фронт, където 3 години се водят тежки боеве. В Косово е установено българско управление.